# Irving Caesar
 (mars 2019).
Si vous disposez d'ouvrages ou d'articles de référence ou si vous connaissez des sites web de qualité traitant du thème abordé ici, merci de compléter l'article en donnant les références utiles à sa vérifiabilité et en les liant à la section « Notes et références ».
Œuvres principales
Swanee (chanson, 1919)
No, No, Nanette (comédie musicale, 1925)
Irving Caesar est un compositeur, dramaturge, librettiste et lyriciste américain d'ascendance roumaine, né Isidor Keiser le 4 juillet 1895 à New York, ville où il est mort le 18 décembre 1996.

## Biographie
Isidor Keiser est le fils de Morris Keiser, Juif de Roumanie. Son frère aîné Arthur Caesar deviendra un scénariste à succès d'Hollywood. Les frères Caesar passent leurs années d'enfance et de l'adolescence dans le quartier d'Yorkville à Manhattan, là où les Marx Brothers ont également été élevés, et les gamins Keiser et Marx y font connaissance. Isidor fait ses études à l'institut Chappaqua Mountain à Chappaqua, New York. 

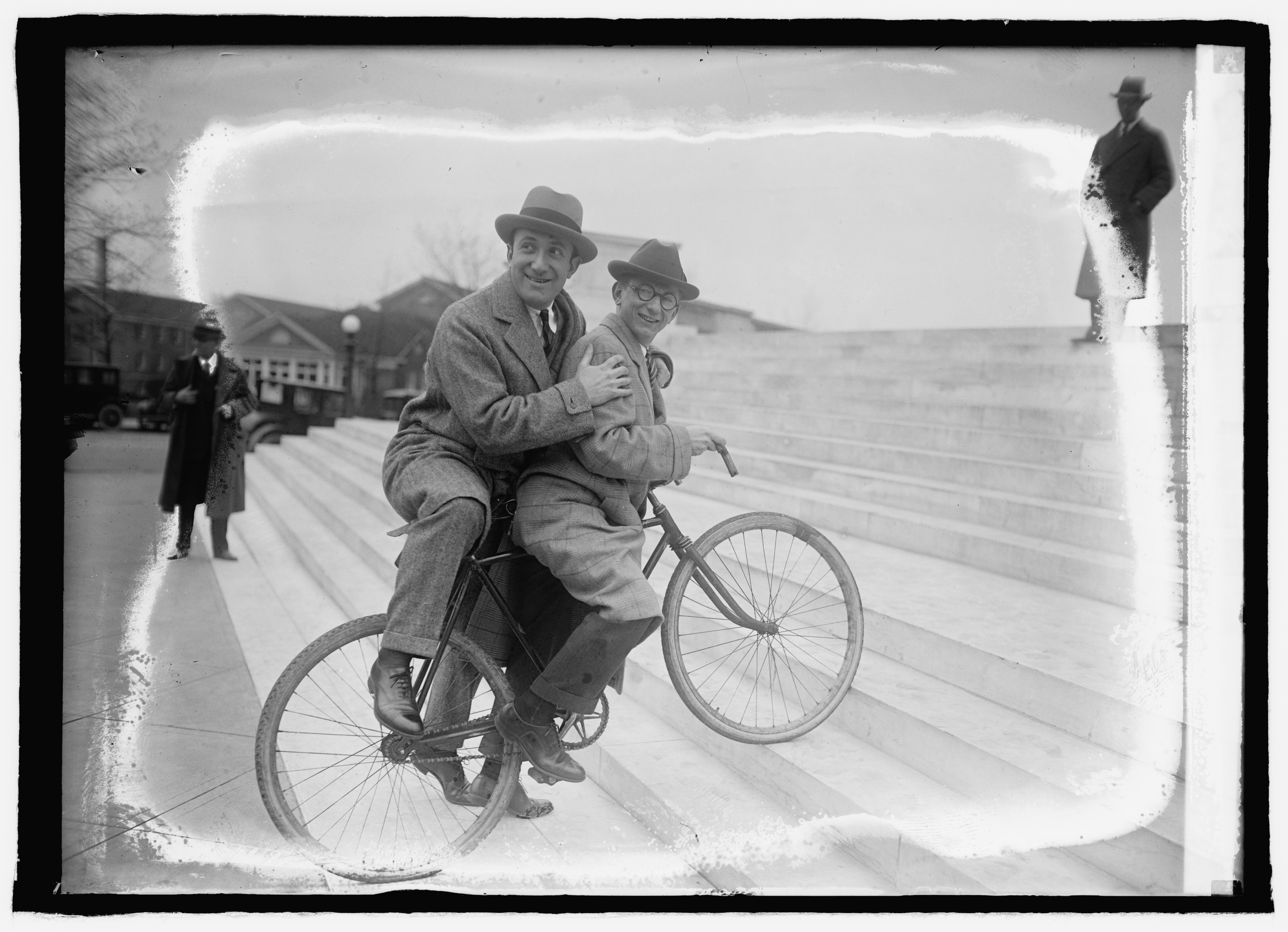
Le parolier et producteur de musique Con Conrad et Irving Caesar, 1924

Devenu Irving Caesar, il travaille régulièrement pour le théâtre à Broadway entre 1918 et 1943, principalement comme parolier (lyriciste) et le plus souvent sur des comédies musicales. La plus connue d'entre elles est sans doute No, No, Nanette, créée en 1925, sur une musique de Vincent Youmans, et des paroles d'Irving Caesar et Otto Harbach, dont est extrait Tea for Two (paroles de Caesar), devenu ensuite un standard de jazz.
Mentionnons également un standard tout aussi connu, Swanee, composé en 1919, sur une musique de George Gershwin, toujours sur des paroles de Caesar.
Parmi les autres compositeurs avec lesquels il collabore à Broadway, citons Irving Berlin, Sigmund Romberg, Richard Rodgers, Cole Porter ou encore Herbert Stothart (ce dernier surtout connu pour ses musiques de films), entre autres.

## Théâtre (à Broadway)
comédies musicales, sauf mention contraire
- 1918-1919 : Sinbad, revue, musique de Sigmund Romberg, paroles et livret de Harold Atteridge (en), paroles additionnelles de divers auteurs dont Irving Caesar, avec Al Jolson
- 1919 : Good Morning, Judge, musique de Lionel Monckton et Howard Talbot (en), paroles d'Adrian Ross et Percy Greenbank (en), livret de Fred Thompson (en), d'après la pièce Le Magistrat (The Magistrate) d'Arthur Wing Pinero, musique additionnelle de Bert Grant, George Gershwin et Louis Silvers, paroles additionnelles de divers auteurs dont Irving Caesar
- 1919 : The Lady in Red, musique de Robert Winterberg, paroles et livret d'Anne Caldwell, musique additionnelle de Walter Donaldson et George Gershwin, paroles additionnelles d'Irving Caesar et Lou Paley
- 1919 : La, La, Lucille (en), musique de George Gershwin, paroles d'Arthur J. Jackson et B.G. DaSilva, livret de Fred Jackson, paroles additionnelles d'Irving Caesar et Lou Paley
- 1920 : Broadway Brevities of 1920, revue, musique d'Archie Gottler (en), paroles de Blair Treynor, skteches et production de George Le Maire, musique et paroles additionnelles de divers auteurs dont George Gershwin, Bert Kalmar, Harry Ruby, Irving Berlin et Irving Caesar, costumes de Charles Le Maire, avec Edward Buzzell, Eddie Cantor
- 1920 : Kissing Time (en), musique d'Ivan Caryll, paroles de Philander Johnson, Clifford Grey et Irving Caesar, livret de George V. Hobart, direction musicale de Max Steiner
- 1921 : Blue Eyes, musique de I.B. Kornblum et Z. Meyers, paroles et livret de Le Roy Clemens et Leon Gordon, musique additionnelle de George Gershwin, paroles additionnelles d'Irving Caesar
- 1922 : Pins and Needles (en), revue, musique de James Hanley et Frederick Chappelle, paroles de Ballard MacDonald, Rupert Hazel et Irving Caesar, livret d'Albert de Courville, Wal Pink et Edgar Wallace
- 1922-1923 : The Greenwich Village Follies (1922), revue, musique de Louis A. Hirsch, paroles de John Murray Anderson et Irving Caesar, livret de George V. Hobart, musique additionnelle de Harry Ruby et Irving Caesar, paroles additionnelles de Bert Kalmar, direction musicale d'Alfred Newman
- 1923 : Poppy (en), musique de Stephen Jones et Arthur Samuels, paroles et livret de Dorothy Donnelly, paroles additionnelles de Howard Dietz et Irving Caesar, costumes de Charles Le Maire, avec W. C. Fields
- 1923-1924 : The Greenwich Village Follies (1923), revue, musique de Louis A. Hirsch, paroles de John Murray Anderson et Irving Caesar
- 1924-1925 : The Greenwich Village Follies (1924), revue, musique de Cole Porter, paroles de Cole Porter, Irving Caesar et John Murray Anderson
- 1924-1925 : Betty Lee, musique de Louis A. Hirsch et Con Conrad, paroles d'Irving Caesar et Otto Harbach, livret d'Otto Harbach
- 1925-1926 : No, No, Nanette, musique de Vincent Youmans, paroles d'Irving Caesar et Otto Harbach, livret d'Otto Harbach et Frank Mandel, avec Charles Winninger
- 1925-1926 : Charlot Revue, musique et paroles de divers auteurs dont Irving Caesar, avec Jack Buchanan, Gertrude Lawrence, Herbert Mundin
- 1926 : Sweetheart Time, musique de Walter Donaldson et Joseph Meyer, paroles de Ballard MacDonald et Irving Caesar, livret de Harry B. Smith, avec Edward Buzzell
- 1926 : No Foolin', revue, musique de Rudolf Friml, paroles de Gene Buck, Ballard MacDonald et Irving Caesar, livret de J.P. McEvoy et James Barton, production de Florenz Ziegfeld, avec Paulette Goddard, Claire Luce, Greta Nissen
- 1926-1927 : Betsy, musique de Richard Rodgers, paroles de Lorenz Hart, livret de David Freedman (en) et Irving Caesar, production de Florenz Ziegfeld
- 1927 : Talk about Girls, musique de Harold Orlob et Stephen Jones, paroles d'Irving Caesar, livret de William Carey Duncan et Daniel Cusell, d'après une pièce de John Hunter Booth
- 1927 : Yes, Yes, Yvette, musique de Philip Charig et Ben Jerome, paroles d'Irving Caesar, livret de James Montgomery et William Carey Duncan, avec Jeanette MacDonald, Charles Winninger
- 1928 : Here's Howe, musique de Roger Wolfe Kahn et Joseph Meyer, paroles d'Irving Caesar, livret de Fred Thompson et Paul Gerard Smith, avec Eric Blore, Alan Hale
- 1928 : Americana, musique de Roger Wolfe Kahn, paroles de J. P. McEvoy et Irving Caesar, livret de J. P. McEvoy
- 1929 : Polly, musique d'Herbert Stothart et Philip Charig, paroles d'Irving Caesar, livret de Guy Bolton, George Middleton et Isabel Leighton, d'après la pièce Polly with a Past de David Belasco, direction musicale d'Herbert Stothart, avec Inez Courtney
- 1929 : George White Scandals (1929), revue, musique de Cliff Friend et George White, paroles de Cliff Friend, George White et Irving Caesar, livret de William K. Wells et George White
- 1930 : Ripples, musique d'Oscar Levant et Albert Sirmay, paroles de Graham John et Irving Caesar, livret de William Anthony McGuire, costumes de Charles Le Maire et James Reynolds
- 1930-1931 : Nina Rosa, musique de Sigmund Romberg, paroles d'Irving Caesar, livret d'Otto Harbach, costumes d'Orry-Kelly
- 1931 : The Wonder Bar, musique et paroles d'Aben Kandol et Irving Caesar, d'après la pièce Die Wunderbar de Geza Herczeg, Karl Farkas et Robert Katscher, avec Al Jolson, Arthur Treacher
- 1931-1932 : George White Scandals (1931), revue, musique de Ray Henderson, paroles de Lew Brown, livret de George White, Lew Brown et Irving Caesar, costumes de Charles Le Maire
- 1932-1933 : George White's Music Hall Varieties (1932), revue, musique de Harold Arlen et Irving Caesar, paroles d'Irving Caesar, livret de George White et William K. Wells, costumes de Charles Le Maire et Kiviette, avec Bert Lahr, Eleanor Powell
- 1933 : Melody, musique de Sigmund Romberg, paroles d'Irving Caesar, livret d'Edward Childs Carpentier, costumes de Charles Le Maire
- 1934 : Continental Varieties, revue, musique et paroles de divers auteurs dont Fritz Kreisler, Irving Caesar, Frédéric Chopin, Isaac Albeniz, Vincent Scotto, Jean Lenoir, Jean Tranchant, avec Lucienne Boyer
- 1934-1935 : Thumb Up !, revue, musique de James Hanley et Henry Sullivan, paroles de Ballard MacDonald et Earle Crooker, livret de H.I. Phillips, Harold Atteridge et Alan Baxter, paroles additionnelles de divers auteurs dont Ira Gershwin et Irving Caesar, orchestrations de Hans Spialek, Conrad Salinger et David Raksin
- 1936-1937 : L'Auberge du Cheval-Blanc (White Horse Inn), opérette, musique de Ralph Benatzky, paroles d'Irving Caesar, livret de Hans Mueller adapté par David Freedman (en), avec Kitty Carlisle
- 1943 : My Dear Public, musique de Gerald Marks et Irving Caesar, paroles de Samuel M. Lerner, Gerald Marks et Irving Caesar, livret de Charles Gottesfeld et Irving Caesar, avec Jesse White
- 1971-1973 : No, No, Nanette, reprise de la comédie musicale pré-citée, production supervisée par Busby Berkeley